# Nucetto
Nucetto (Nosèj in piemontese [ˈnʊzɛi̯], pronuncia locale  Noĝèi [ˈnʊʒæi̯]) è un comune italiano di 389 abitanti della provincia di Cuneo in Piemonte.

## Geografia fisica

### Territorio
Nucetto si trova nell'alta valle Tanaro e si sviluppa interamente nella valle scavata da questo fiume, ad un'altitudine di 450 m s.l.m.
È classificato nella zona sismica 4 (bassa possibilità di danni sismici).

### Clima
Il comune è stato inserito nella zona climatica E ed ha un fabbisogno termico di 2873 gradi giorno. La normativa attuale consente l'accensione degli impianti di riscaldamento per quattordici ore giornaliere, dal 15 ottobre al 15 aprile.

## Origini del nome
Nucetto deriva dal latino nucetum, terra dove crescono in abbondanza i noci.

## Storia

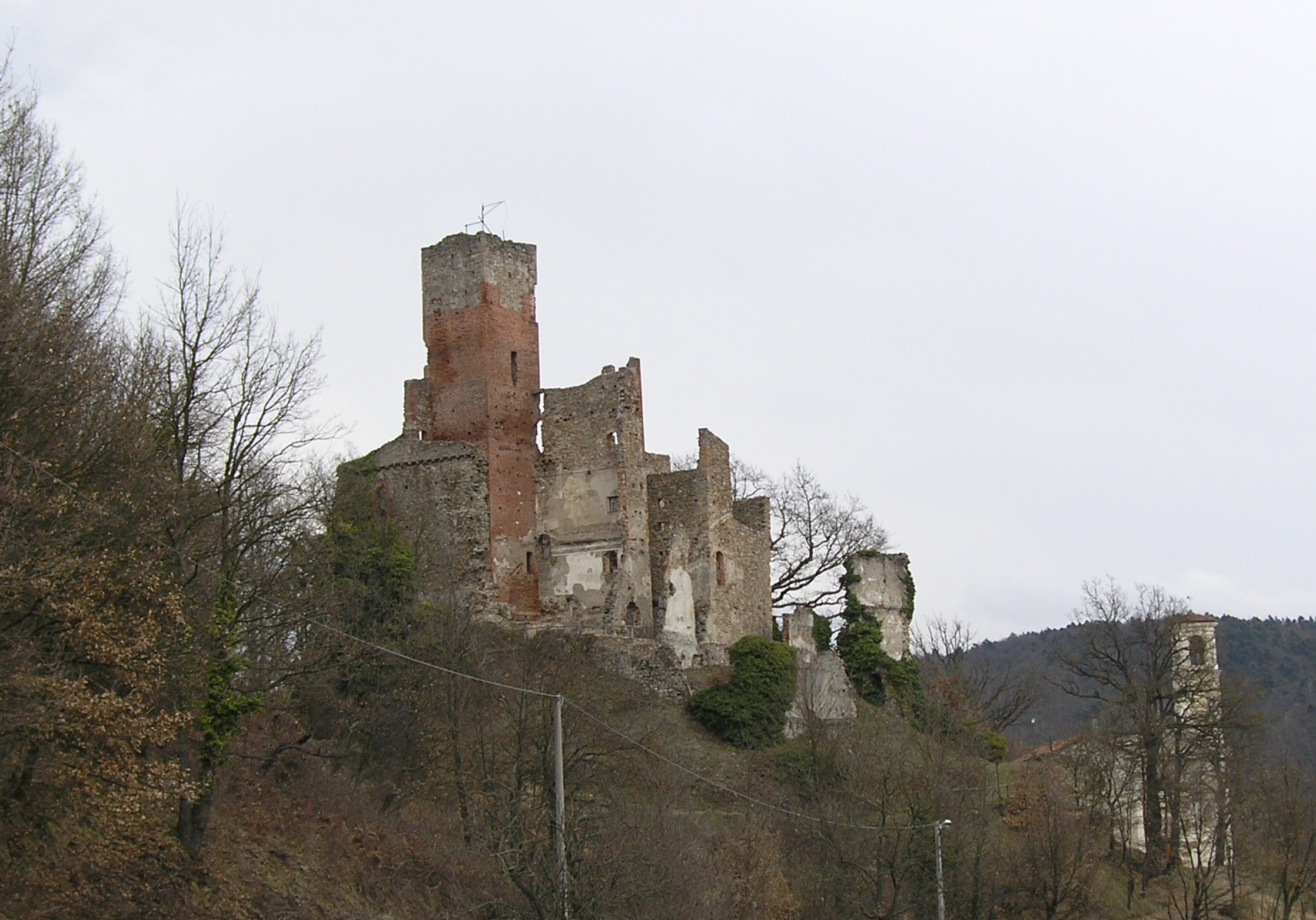
Ruderi del castello

Nucetto è stata abitata almeno dai tempi di Roma antica. A testimonianza di questo fatto esisteva un ponte romano sul Tanaro, distrutto durante la seconda guerra mondiale.
La prima traccia documentale su Nucetto si ha nell'aprile 967 con il toponimo Nocetum apparso su un diploma di Ottone I di Sassonia emanato in Ravenna, da quel momento l'area di Nucetto entrò a far parte della marca aleramica.
Nel 1142, mentre la famiglia nobile dei Nucetto era investita di quelle terre, il Castrum Noxeti entrò a far parte del marchesato di Ceva. Da allora Nucetto seguì le sorti di Ceva, compreso un tentativo di ribellione da parte della famiglia Nucetto e la relativa nuova sottomissione da parte di Giorgio II marchese di Ceva, che a sua volta si sottomise ad Asti per riuscire a fare fronte ai suoi nemici.
Nel 1414 Amedeo VIII di Savoia conquistò le terre del marchesato di Ceva compresa Nucetto, devastandone il castello. Nel 1515 Nucetto si sottomise definitivamente al dominio dei Savoia.
Nucetto fu sede di una colonia di prigionieri austriaci adibiti al lavoro in una miniera di lignite, che fu attiva fino al 1950.
Durante l'ultima guerra Nucetto assunse una certa importanza in quanto era interesse delle truppe tedesche mantenere il controllo sui suoi ponti ferroviari e stradali, ma nonostante ciò non fu teatro di scontri di rilievo.

### Simboli
Lo stemma di Nucetto è descritto di nero alle tre fasce d'oro in cuore all'aquila bicipite coronata marchionale.
Sostanzialmente si tratta dello stemma della famiglia dei marchesi Ceva di Nucetto (fasciato di oro e di nero; lo scudo accollato all'aquila bicipite imperiale), la quale ha avuto per un lungo periodo giurisdizione sul territorio comunale. Importante notare l'antica origine di questo simbolo, con l'aquila bicipite di ovvia derivazione imperiale.

## Monumenti e luoghi d'interesse

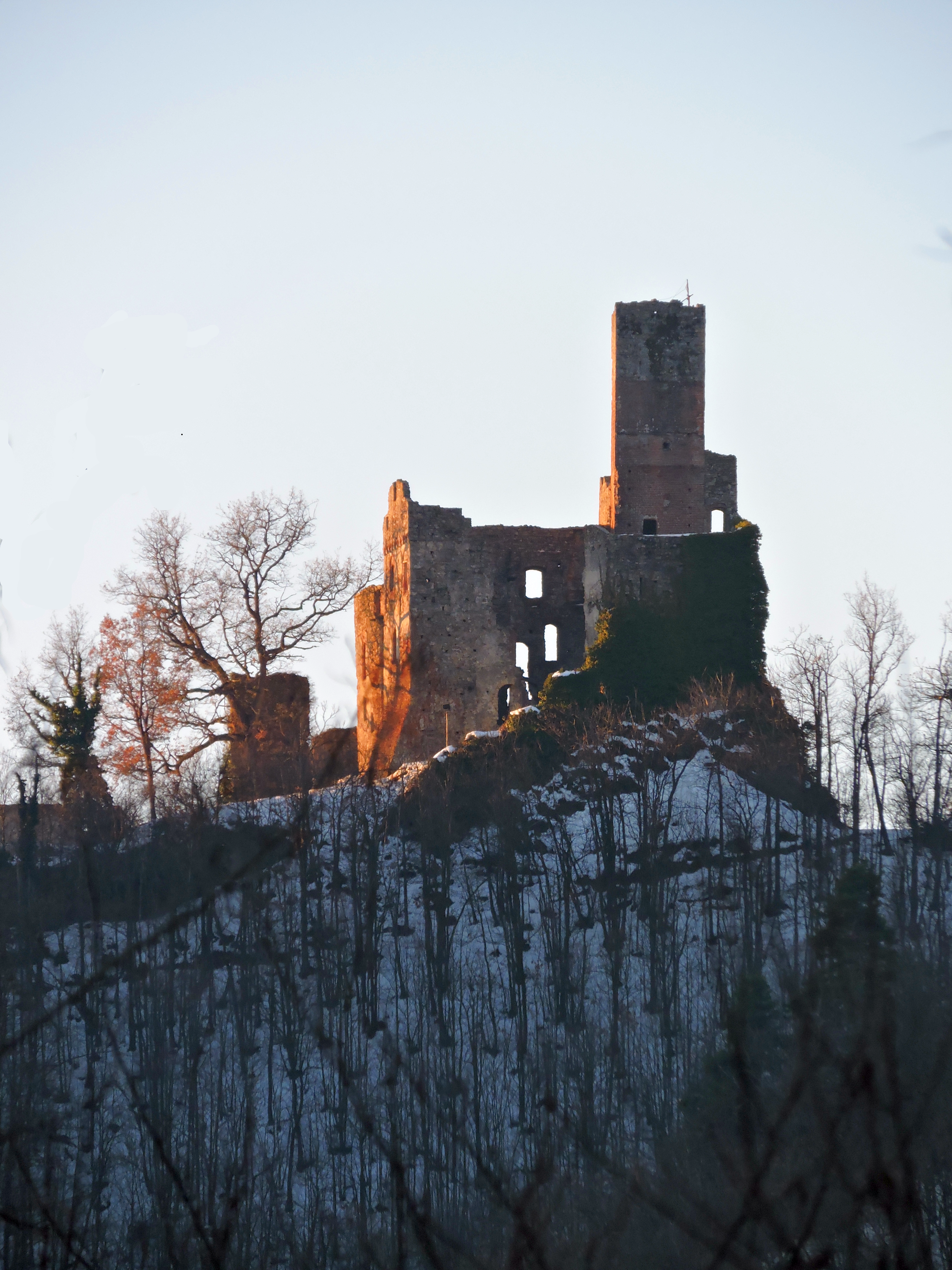
Vista dal fondovalle

- Castello: il nucleo originale risale al X secolo, ma venne quasi completamente distrutto dalle truppe del Conte Verde nel 1414. Restaurato dai Nucetto di Ceva che ne erano rientrati in possesso, verrà donato da Giovanni di Ceva ai Savoia che lo inserirono nella dote matrimoniale di Beatrice di Savoia, regina del Portogallo. Questa fortezza ebbe ancora ruolo attivo nel 1794 e 1795 durante le campagne napoleoniche, ma venne distrutta insieme agli altri forti della zona da Napoleone nel 1802, poiché costituiva un potenziale pericolo per il suo dominio sulla regione. Oggi ne restano imponenti resti, visibili in località Villa.

- Affresco del 1400: in frazione Villa, su una parete che probabilmente faceva parte di un'antica cappella.

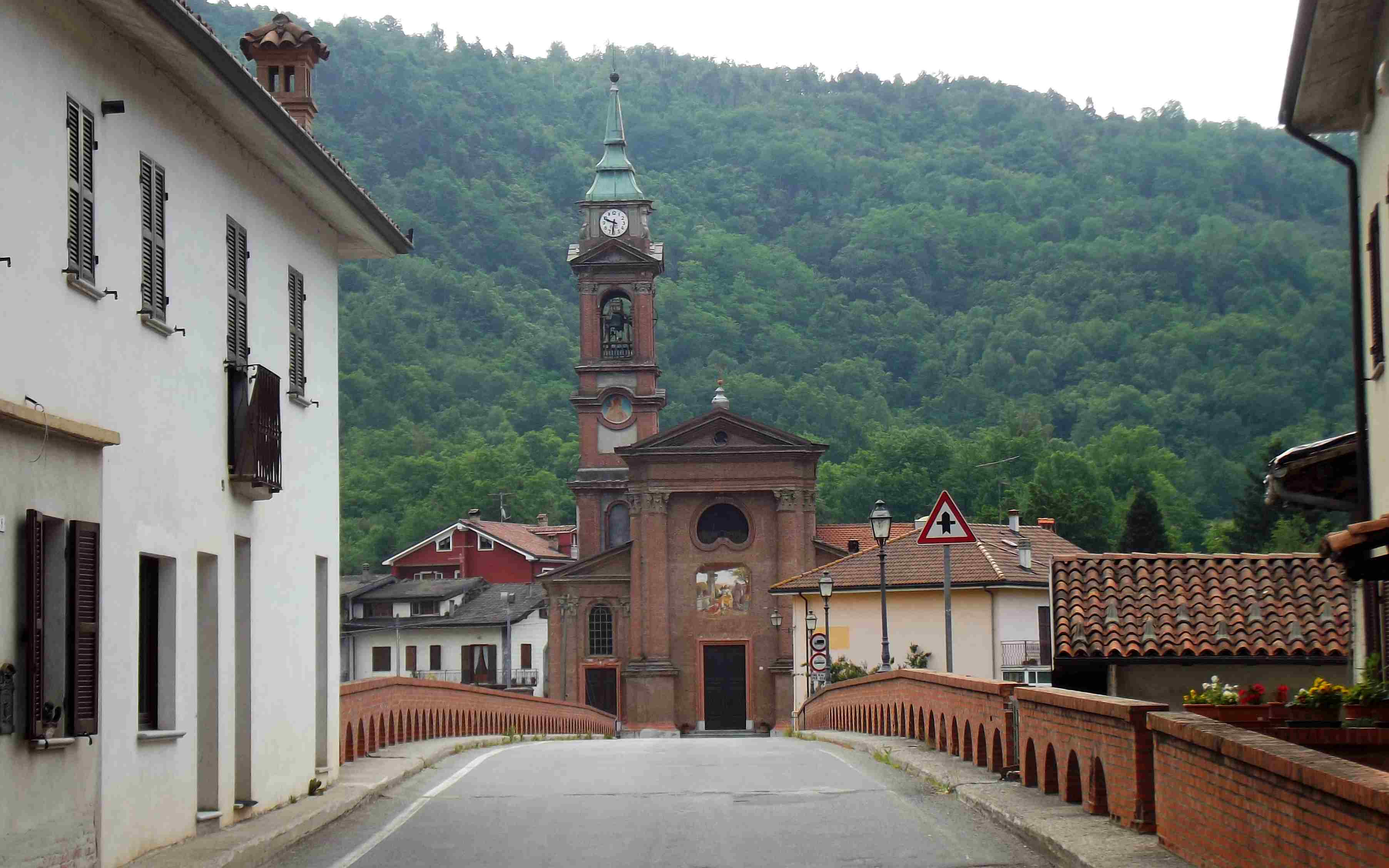
La parrocchiale oltre il ponte sul Tanaro.

- Chiesa Parrocchiale di Santa Maria Maddalena: costruita fra il 1889 ed il 1897 su progetto dell'architetto e sacerdote Bartolomeo Unia, ospita pregevoli opere lignee ed affreschi. È dotata di un organo dei fratelli Vittino di Centallo del 1879.

- Chiesa dei Santi Cosma e Damiano: Ex parrocchiale di Nucetto, sorge nei pressi delle rovine del castello. Venne eretta su una cappella romanica preesistente, ma oggi è un edificio sconsacrato.

## Società

### Evoluzione demografica
Abitanti censiti

## Cultura

### Eventi
Nucetto è celebre per la produzione del cece, legume oggetto di ben due manifestazioni durante l'anno: la ceciata alla zingarella e la festa del cece.

## Amministrazione

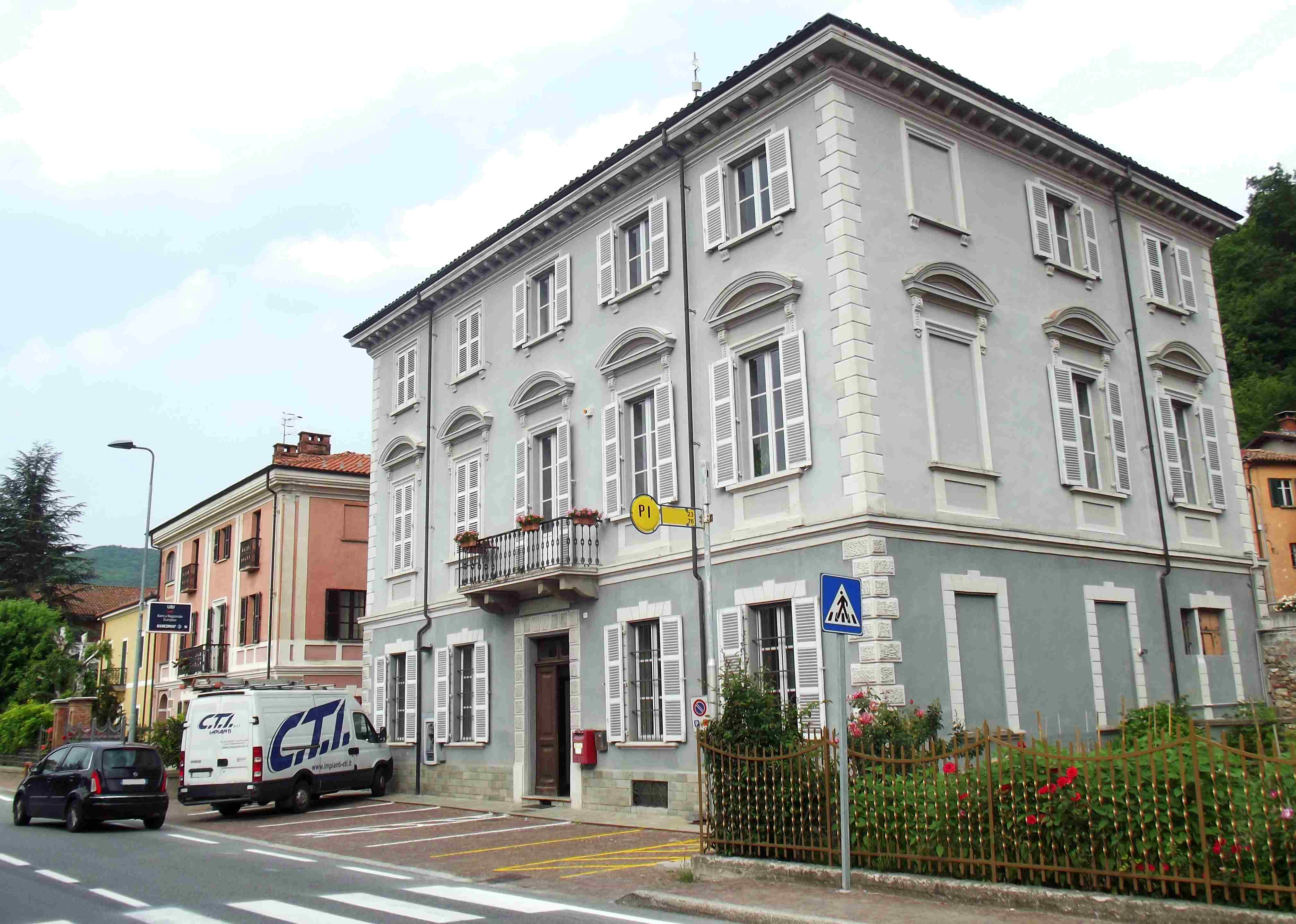
Il municipio

| Periodo          | Periodo          | Primo cittadino     | Partito                         | Carica  | Note |
| ---------------- | ---------------- | ------------------- | ------------------------------- | ------- | ---- |
| 12 dicembre 1987 | 25 maggio 1990   | Mario Romano        | Partito comunista italiano      | Sindaco |      |
| 25 maggio 1990   | 24 aprile 1995   | Mario Romano        | Partito comunista italiano      | Sindaco |      |
| 24 aprile 1995   | 14 giugno 1999   | Pierpaolo Carazzone | Indipendente                    | Sindaco |      |
| 14 giugno 1999   | 14 giugno 2004   | Pierpaolo Carazzone | Lista civica di centro-sinistra | Sindaco |      |
| 14 giugno 2004   | 8 giugno 2009    | Ivo Debernocchi     | Lista civica                    | Sindaco |      |
| 8 giugno 2009    | 26 maggio 2014   | Ivo Debernocchi     | Lista civica                    | Sindaco |      |
| 26 maggio 2014   | 21 febbraio 2016 | Ivo Debernocchi     | Lista civica                    | Sindaco |      |
| 5 giugno 2016    | in carica        | Enzo Dho            | Lista civica "Nucetto Unito"    | Sindaco |      |

Dati del Ministero dell'Interno.

### Altre informazioni amministrative
Nucetto faceva parte della comunità montana Alto Tanaro Cebano Monregalese.